# Lersjön (Alingsås socken, Västergötland)
Lersjön är en sjö i Alingsås kommun i Västergötland och ingår i Göta älvs huvudavrinningsområde. Sjön är 10,6 meter djup, har en yta på 0,112 kvadratkilometer och är belägen 164,8 meter över havet. Sjön avvattnas av vattendraget Hjällnäsbäcken.

## Delavrinningsområde
Lersjön ingår i det delavrinningsområde (643278-130326) som SMHI kallar för Ovan 643257-130225. Medelhöjden är 174 meter över havet och ytan är 1,97 kvadratkilometer. Det finns inga avrinningsområden uppströms utan avrinningsområdet är högsta punkten. Hjällnäsbäcken som avvattnar avrinningsområdet har biflödesordning 3, vilket innebär att vattnet flödar genom totalt 3 vattendrag innan det når havet efter 60 kilometer. Avrinningsområdet består mestadels av skog (77 procent). Avrinningsområdet har 0,31 kvadratkilometer vattenytor vilket ger det en sjöprocent på 15,9 procent.